# Lương Minh (nhạc sĩ)
Lương Minh, tên khai sinh là Lương Ngọc Minh (1967 – 2016) là một nhạc sĩ Việt Nam danh tiếng. Anh là người sáng lập ban nhạc nhẹ Hoa Sữa, đồng thời là Phó ban Văn nghệ Đài Truyền hình Việt Nam.
Dù bận công việc bận rộn ở Đài THVN nhưng nhạc sĩ Lương Minh vẫn rất tích cực tham gia hoạt động trong Ban Chấp hành Hội Nhạc sĩ Việt Nam.

## Thân thế và sự nghiệp
Nhạc sĩ Lương Minh tên thật là Lương Ngọc Minh, sinh ngày 28/7/1967 tại Hà Nội. 
Anh sinh trưởng trong gia đình có truyền thống nghệ thuật. Bố của anh là nhạc sĩ, liệt sĩ Lương Vĩnh, tác giả bài hát nổi tiếng "Thành phố hoa phượng đỏ".
Nhạc sĩ Lương Minh theo học chuyên ngành sáng tác tại Học viện Âm nhạc quốc gia Việt Nam. Khi còn ngồi trên ghế giảng đường đại học, nhạc sĩ Lương Minh nổi tiếng trong trường là một trong những học sinh xuất sắc.
Ngoài tham gia phối khí, dàn dựng nhiều chương trình ca nhạc, anh còn sáng tác và viết nhạc cho rất nhiều phim truyện nhựa.
Nhạc sĩ Lương Minh là thành viên sáng lập ban nhạc nhẹ Hoa Sữa (1987) nổi tiếng thập niên 80, 90. Năm 1993, anh về công tác tại Nhà xuất bản Âm nhạc Việt Nam (DIHAVINA) với vai trò biên tập viên. Từ đó, anh có công rất lớn trong việc sản xuất các tập sách nhạc, băng đĩa thu âm của các nhạc sĩ, nghệ sĩ tên tuổi của âm nhạc Việt Nam.
Nhạc sĩ Lương Minh chuyển sang công tác tại Đài Truyền hình Việt Nam từ năm 1997. Qua các năm với sự nỗ lực làm việc, từ một BTV anh đã được đề đạt làm Trưởng phòng Ca nhạc Tạp kỹ VTV3. Sau khi phòng Ca nhạc Tạp kỹ VTV3 được sáp nhập vào Ban Văn nghệ, anh làm Phó ban Văn nghệ Đài Truyền hình Việt Nam cho đến khi qua đời vì đột quỵ ở tuổi 49.

## Tác phẩm nổi bật và giải thưởng
Những ca khúc do anh sáng tác: "Chiếc lá", "Trao em trọn tình yêu", "Mùa thu", "Hãy mãi là em nhé", "Câu ru chiều", "Lời ru năm 2000"...
Nhạc sĩ Lương Minh còn sáng tác ca khúc "Trường Sa yêu dấu" - Thanh Lam hát.
Ở lĩnh vực khí nhạc, tác phẩm Giao hưởng con sóng của anh từng được biểu diễn tại Festival Âm nhạc châu Á, Philippines năm 1994. Nhạc sĩ Lương Minh cũng được ghi nhận với các giải thưởng sáng tác thính phòng quốc gia năm 1993, Giải Nhì (không có giải nhất) của Hội Nhạc sĩ Việt Nam (Lời ru năm 2000), Bằng khen của Thủ tướng Chính phủ (2005).
Anh tham gia viết nhạc cho rất nhiều phim truyện nhựa và được giải thưởng Âm nhạc xuất sắc nhất ở hạng mục Phim truyện điện ảnh (phim "Lạc lối") trong Cánh diều vàng 2012.
Nhạc sĩ Lương Minh cùng tham gia thực hiện, tổ chức sản xuất, đạo diễn âm nhạc nhiều chương trình có tiếng vang trên kênh truyền hình quốc gia như: "Bài hát Việt", "Trò chơi âm nhạc", "Tuổi đời mênh mông", "Nhịp điệu trẻ", "Ký ức thời gian",...
Bên cạnh đó, nhạc sĩ Lương Minh còn nằm trong ê-kíp thực hiện những chương trình đặc biệt trong các ngày lễ lớn của đất nước như "Khúc tráng ca về một dòng sông", "Côn Đảo ngày trở về", "Huyền thoại Trường Sơn", "Một thời hoa lửa", "Hành trình theo chân Bác", "Bài ca chiến thắng"...
Ngoài vai trò là nhà sản xuất, biên tập các chương trình mang tính nghệ thuật, nhạc sĩ Lương Minh là người đứng sau nhiều chương trình truyền hình thực tế như: "Bước nhảy hoàn vũ", "Cặp đôi hoàn hảo", "Giọng hát Việt", "Giọng hát Việt nhí", "The Remix - Hoà âm ánh sáng". Đặc biệt là chuỗi chương trình "Sao Mai" (giải liên hoan tiếng hát truyền hình toàn quốc).
Nhạc sĩ Lương Minh cũng là người tổ chức thực hiện nhiều chương trình mang tính xã hội cao như chương trình: "Là người con đất Việt 1" (ủng hộ đồng bào miền trung bị lũ lụt), "Là người con đất Việt 2" (chương trình hướng về biển đảo của Hội nhạc sĩ Việt Nam).